# 邱勝翊
邱勝翊（プリンス・チウ、Prince Chiu、1989年4月14日 - ）は台湾の俳優、歌手。

## プロフィール
- 身長：178cm[1]
- 体重：60kg[1]
- 血液型：O型
- 星座：牡羊座
- 愛称：王子

## 来歴
男子6人組ユニット「棒棒堂 Lollipop」の元メンバー。解散後は、廖俊傑（ブライアン・リャオ）と実弟の邱宇辰（クリス・チウ）の3人で「JPM」を結成。
2010年よりソロで俳優・歌手としても活動。
2013年11月、アパレルブランド「P.STAR」を設立。
2015年より華研国際音楽に所属。
2020年、契約満了で喜鵲娯楽に移籍した。
2021年6月27日、交際3年で香港の鄧麗欣（ステフィー・タン）と破局したことを、双方のInstagramで発表した。

## 出演作品

### ドラマ
- イタズラなKissⅡ（2007年）- 丁海諾 役
- 黑糖群俠傳（2008年）- 令狐聰 役
- 死神少女（2010年）- 黃禾 役
- 三三故事館 之假面巧克力（2011年）- 邱克立 役
- 課間好時光一年二班（2012年）- 羅米歐（ロミオ） 役
- ティアモ・チョコレート（2012年）- 王子翊（ワン・ズーイー） 役
- 課間好時光一年二班 第二季（2013年）- 羅米歐（ロミオ） 役
- 像小朵一樣（2013年）- JJ 役
- 阿憲走著瞧（2015年）- 王子（ワンズ） 役
- アテンションLOVE（2017年）- 顔力正（イェン・リージェン） 役
- 我的老爸是奇葩（2017年）- 杜博倫 役
- 時をかける愛（2019年）- 顔力正（イェン・リージェン） 役
- 覆活（2020年）- 程佑寬 役
- 最後の雨が降るとき（2021年）- 陳思捷 役

### 映画
- 六樓后座2家屬謝禮（2008年）- 大明星 役
- 愛到底 第六號瀏海（2009年）- 第六號瀏海 役
- 精舞門2（2010年）- 王子 役
- 消失打看（2011年）- 可樂 役
- 江湖俠客令之群俠歸來（2016年）- 楊過 役
- 畢業旅行笑翻天（2018年）- 王偉 役
- 向天真的女生投降（2018年）- 彭偉 役
- 瘋狂電視台瘋電影（2019年）- 邱勝翊 役

### 舞台
- 大紅帽與小野狼：不讓你走ㄆㄧㄢ（2013年）- 大野狼 役
- 男言之隱（2024年）

### バラエティ番組
- 2021年　全明星運動會 第三季[6]
- 2023年　來吧！營業中 第二季[7]
- 2023年　BIBO願望合夥人[8]
- 2023年　未來少女[9]

### CM/イメージキャラクター
- 2016〜2018年　屈臣氏
- 2020年　OSIM[10]
- 2022年　喜憨兒基金會 「中秋禮盒」[11]
- 2022年　ASICS SportStyle[12]
- 2023年　董氏基金會 「樂動舒壓五招」[13]
- 2024年　CHECK2CHECK 淨顔温感水秒機[14]
- 2024年　オンデーズ[15]
- 2025年　ワコール[16]

## 音楽作品

### アルバム
- 2017年　Attention!

## 慈善活動
- 2021年　ワールド・ビジョン 「飢餓三十人道救援行動」[17]
- 2022年　喜憨兒基金會[18]
- 2022年　脊髓損傷社會福利基金會[19]
- 2023年　屈臣氏 「愛妳不肺力」[20]
- 2024年〜　普仁青年關懷基金會 「力挺孩子逆轉人生」[21][22]